# Frente de Restauração da Togolândia Ocidental

Bandeira do grupo.

Frente de Restauração da Togolândia Ocidental (em inglês:  Western Togoland Restoration Front, em francês:  Front de restauration du Togoland de l'Ouest; abreviado WTRF ou FRTO) é uma organização política, militante, nacionalista e separatista jeje que defende um Estado independente para a Togolândia Ocidental e possivelmente as partes étnicas jejes da Região do Volta de Gana.

## História

### Atividade inicial
Embora seja desconhecido quem criou o grupo ou mesmo quando começou, seus primeiros sinais de atividade  foram em dezembro de 2019, quando uma conta do Facebook com o nome de Akplaga Seyram Matts começou a fazer um post pró-Togolândia Ocidental, incluindo a alegação de que 2.000 homens e mulheres militares da Togolândia Ocidental passaram em uma escola militar de guerrilha em 14 de dezembro.
Em 17 de fevereiro de 2020, o 66.º Regimento de Artilharia das Forças Armadas de Gana prendeu 21 pessoas suspeitas de serem separatistas em um campo de treinamento secreto em Kpevedui, perto de Feivu. Originalmente havia 25, mas alguns deles escaparam. Muitos dos presos alegaram que foram enganados para ir ao acampamento por pessoas vestidas como recrutadores do exército.

### Rebelião na Togolândia Ocidental
Em 1 de setembro, a Frente de Restauração da Togolândia Ocidental declarou a soberania da Togolândia Ocidental. A partir do mesmo mês, iniciou um conflito secessionista.